# Hank Brown
Hank Brown (Denver, 1940. február 12. –) az Amerikai Egyesült Államok szenátora (Colorado, 1991–1997).